# Siberische wezel
De Siberische wezel (Mustela sibirica) is een roofdier uit de familie der marterachtigen (Mustelidae) en heeft de kern van zijn verspreidingsgebied in Siberië en China.

## Kenmerken
Mannetjes bereiken een lengte van 28 à 39 cm, waarbij de staart een lengte van 15,5 à 21 cm is. Ze bereiken een gewicht tussen de 650 en 820 gram. Vrouwtjes bereiken een lengte van 25 à 30,5 cm, met een staartlengte tussen de 13,3 en 16,4 cm. Ze zijn lichter dan de mannetjes met een gewicht tussen de 360 en 430 gram.

## Voortplanting
De draagtijd is net iets meer dan een maand en het vrouwtje baart 6 à 10 jongen. Pasgeboren jongen zijn naakt, blind en doof en wegen 6 à 7 gram. Het vrouwtje is erg zorgzaam en beschermt de jongen tegen predatoren. Een maand na de geboorte beginnen de jongen op de ouders te lijken. Na twee maanden stopt de moeder met zogen.

## Verspreiding
Komt voor in Rusland van de Oblast Kirov, Tatarije en het Oeralgebied in het westen tot aan de Zee van Ochotsk en Sachalin in het oosten. Komt hiernaast ook voor in het noorden van Mongolië, Mantsjoerije, het Koreaans Schiereiland, het oosten en zuiden van China, Taiwan en het oosten van de Himalaya. Heeft ook een geïsoleerd voorkomen op enkele locaties in Thailand en Laos. In Japan is de soort geïntroduceerd. In het noordelijke deel van het verspreidingsgebied komt de Siberische wezel voor tot op zeeniveau. In het zuiden van zijn verspreidingsgebied is de soort te vinden op hoogten tussen de 1.500 en 5.000 meter.

## Galerij

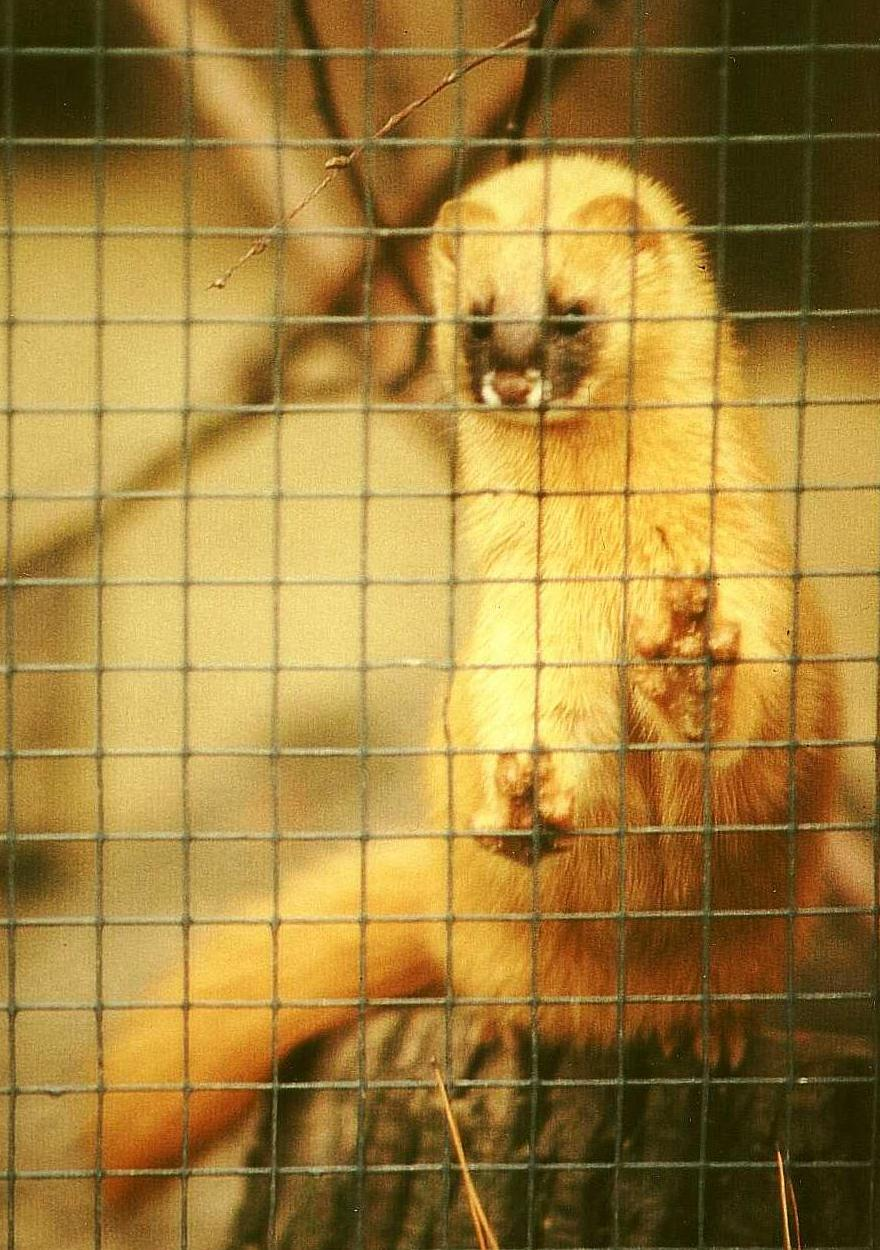
Siberische wezel in wintervacht.
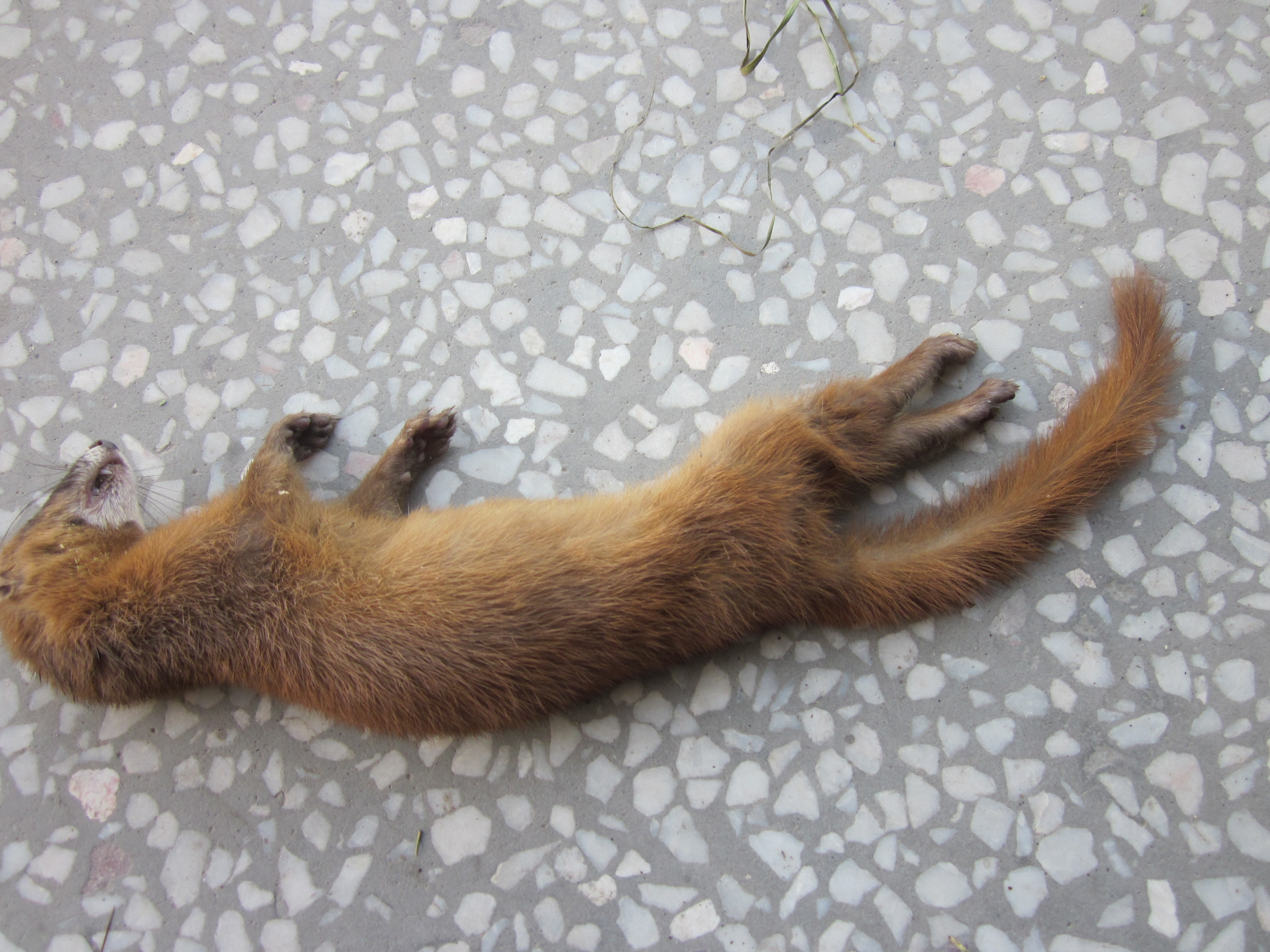
Verkeersslachtoffer.